# 加比度·沙赫特
加比度·沙赫特（Gabriel Schacht，1981年5月8日—），生于阿雷格里港，現效力阿伯穆斯林。

## 球會生涯
沙赫特在2010年加盟現時效力球隊阿伯穆斯林。